# Spondylus americanus
Spondylus americanus là một loài động vật thân mềm hai mảnh vỏ trong họ Limidae. Nó có thể được tìm thấy dọc theo bờ biển Đại Tây Dương của Bắc Mỹ, từ Bắc Carolina đến Brazil.

## Mô tả
Loài này có thể có đường kính đến 10 cm. Vỏ của nó gần như tròn và có các gai dài lên đến 5 cm. Khi phát triển trong một kẽ hở, hình dạng của vỏ tự điều chỉnh để phù hợp với không gian có sẵn. Màu sắc khác nhau nhưng thường là màu trắng hoặc màu kem với màu cam hoặc các khu vực tía làm cho nó có khả năng ngụy trang tốt. Vỏ dưới bằng phẳng và được gắn vào bề mặt. Khi nó đang nằm trên đáy biển thường không thể nhìn thấy vì tảo, động vật biển và trầm tích bao bọc vỏ. 
Loài này phân bố ở tây Đại Tây Dương, vùng biển Caribbean và vịnh Mexico, nơi nó được tìm thấy ở độ sâu giữa 9 và 45 mét (30 và 148 ft). Phạm vi của nó kéo dài từ Bắc Carolina và Texas phía nam Venezuela và Brasil. Nó hiện diện trên các rạn san hô nước sâu đặc biệt là trong khu vực với lắng đọng trầm tích cao. Nó cũng là một thành viên của cộng đồng sinh sống các bức tường biển, các kết cấu trúc nhân tạo và xác tàu đắm.